# Элваский район
Элваский район — административно-территориальная единица в составе Эстонской ССР, существовавшая в 1950—1962 годах. Центр — Эльва. Население по переписи 1959 года составляло 29,8 тыс. чел. Площадь района в 1955 году составляла 1184,0 км².

## История
Элваский район был образован в 1950 году, когда уездное деление в Эстонской ССР было заменено районным. В 1952 году район был включён в состав Тартуской области, но уже в апреле 1953 года в результате упразднения областей в Эстонской ССР район был возвращён в республиканское подчинение.
21 декабря 1962 года Элваский район был упразднён.

## Административное деление
В 1955 году район включал 1 город (Элва) и 11 сельсоветов: Аакреский (центр — Рабасте), Камбьяский, Конгутаский (центр — Анникору), Ныоский, Палупераский, Пухьяский, Раннуский (центр — Валла-Палу), Рынгуский, Санглаский (центр — Вяйке-Ракке), Улилаский (центр — Кайми), Элваский.